# Michel Aupetit
Michel Christian Alain Aupetit (Versalhes, 23 de março de 1951) é um clérigo católico romano francês e arcebispo-emérito de Paris.

## Biografia

### Juventude e treinamento
Michel Aupetit nasceu em 23 de março de 1951 em Versalhes (Seine-et-Oise, hoje Yvelines) de um pai ferroviário e uma mãe conhecida como a única praticante da família . Ele cresceu em Chaville e Viroflay, no oeste da Ilha de França. Após estudos médicos seguidos incluindo Bichat e Necker, mudou-se como um clínico geral em Colombes, onde ocupou de 1979 a 1990, ele explicou mais tarde em uma entrevista que quer se tornar um médico, pois "ele suportou dói ver sofrer»; Ele então vai para a casa de Santo Agostinho e depois continua seus estudos no Seminário de Paris.
Possui um diploma estatal de médico, um diploma universitário em ética médica obtido em 1994 pela Faculdade de Medicina de Créteil e um diploma de teologia canônica.

### Sacerdote
Ele foi ordenado sacerdote pelo Cardeal Jean-Marie Lustiger, aos 44 anos, em 24 de junho de 1995, na Catedral de Notre-Dame. Nomeado vigário de Saint-Louis-en-l'Ile de 1995 a 1998, foi então vigário de Saint-Paul-Saint-Louis de 1998 a 2001. Paralelamente, de 1995 a 2001, capelão de escolas do Marais.
De 2001 a 2006 foi pároco de Nossa Senhora da Arca-d'Alliance e reitor de Pastor Vaugirard de 2004 a 2006. De 2006 até sua nomeação episcopal, foi vigário geral da arquidiocese de Paris.

### Bispo
Nomeado Bispo auxiliar de Paris e Bispo titular de Massita em 2 de fevereiro de 2013 pelo Papa Bento XVI. Recebeu a consagração episcopal em 19 de abril das mãos do cardeal André Vingt-Trois, na Catedral de Notre-Dame, assistidos por Dom Éric Aumonier e Dom Jean-Yves Nahmias.
Foi nomeado bispo de Diocese de Nanterre pelo Papa Francisco em 4 de abril de 2014. Aupetit foi canonicamente instalado em Nanterre em 4 de maio, na catedral de Sainte-Geneviève-et-Saint-Maurice.

### Arcebispo de Paris
Nomeado arcebispo de Paris pelo Papa Francisco em 7 de dezembro de 2017, para suceder a Dom André Cardeal Vingt-Trois, instalado em 6 de janeiro de 2018. Papa Francisco o nomeou membro da Congregação para as Igrejas Orientais em 6 de agosto de 2019.
Em 5 de setembro de 2019, Aupetit e Rémy Heitz, o promotor principal em Paris, assinaram um acordo concordando com uma melhor cooperação que irá acelerar as investigações de abuso sexual.
No final de novembro de 2021, Aupetit se ofereceu para renunciar após admitir que teve um relacionamento com uma mulher em 2012, antes de se tornar bispo, embora ele contestasse reportagens da imprensa que descreveram esse relacionamento como uma "vida dupla" e chamou-o de um relacionamento "ambíguo" isso não incluía relações sexuais.  O Papa Francisco aceitou sua renúncia em 2 de dezembro de 2021. 

## Publicações
- 1999: Contracepção: a resposta da Igreja, Edições Pierre Téqui (ISBN  978-2-74030-681-9)
- 2005: Descobrindo a Eucaristia, em colaboração com Christian Clavé, edições Salvator (ISBN  978-2-70670-387-4)
- 2008: O embrião, que questões: reflexões sobre o embrião, seu lugar, sua qualidade e seu futuro para um debate real antes da revisão da lei de bioética em 2009, edições de Salvator (ISBN  978-2-70670-527- 4)
- 2009: Morte e depois?: um padre médico testifica e responde perguntas, edições Salvator (ISBN  978-2-70670-530-4)
- 2010: o que é o homem?, publicado nos anais da Academia de Educação e Estudos Sociais, Editions François-Xavier de Guibert (ISBN  978-2-7554-0399-2)
- 2011: Homem, sexo e Deus: para uma sexualidade mais humana, as edições Salvator (ISBN  978-2-70670-878-7)
- 2013: Acredite, uma chance para todos, Conferências da Quaresma nas Edições de Notre-Dame de Paris, Palavra e Silêncio (ISBN  978-2-88918-153-7)
- 2013-2014: Morte, um tempo de vida, publicado nos anais 2015 da Academia de Educação e Estudos Sociais, Edições François-Xavier de Guibert (ISBN  978-2-75540-580-4)
- 2016: Estamos construindo uma sociedade humana ou desumana? Editions du Moulin (ISBN  979-1-09004-304-6)